# PGA Tour Latinoamérica
PGA Tour Latinoamérica (anteriormente Circuito das Américas), também PGA Tour América Latina, é uma série de torneios de golfe disputada na América Latina.
A temporada 2012 foi a temporada inaugural do PGA Tour Latinoamérica e se organizou uma série de onze torneios de setembro a dezembro. O colombiano Jesus Rivas foi quem deu a primeira tacada neste circuito. O vencedor da Ordem do Mérito da temporada foi Ariel Cañete, e os cinco jogadores que se classificaram na Web.com Tour com base em suas posições na Ordem do Mérito foram: Cañete, Oscar Fraustro, Clodomiro Carranza, Matías O'Curry e Tommy Cocha.
A temporada 2013 foi a primeira temporada completa da série no PGA Tour, com um cronograma maior, de quatorze torneios a correr em dois andamentos distintos, com torneios disputados de março a maio e de outubro a dezembro. Sob o novo formato, o número de torneios foi aumentado. Em abril de 2013, a NEC Corporation tornou-se patrocinadora do PGA Tour Latinoamérica, e a série passou a se chamar NEC Series - PGA Tour Latinoamérica. O vencedor da Ordem do Mérito da temporada foi Ryan Blaum, e os cinco jogadores que se classificaram na Web.com Tour com base em suas posições na Ordem do Mérito foram: Blaum, José de Jesús Rodríguez, Timothy O'Neal, Jorge Fernández-Valdés e Manuel Villegas.
A temporada 2014 continuou a ser disputada no formato de dois andamentos como na edição anterior, em 2013, mas foi estendida para um total de dezoito torneios para a temporada. Uma adição notável ao cronograma foi a Bridgestone America's Golf Cup, um novo torneio monetário não oficial no circuito; sua premiação atinge seiscentos mil dólares, a maior premiação de qualquer torneio do circuito. Antes, confirmou-se que Tiger Woods e Matt Kuchar disputariam o evento por equipes; no entanto, após as lesões de Woods em 2014, eles não competiram. O vencedor da Ordem do Mérito da temporada foi Julián Etulain, e os cinco jogadores que se classificaram na Web.com Tour com base em suas posições na Ordem do Mérito foram: Etulain, Marcelo Rozo, Tyler McCumber, Brad Hopfinger e Jorge Fernández-Valdés.
A temporada 2015 teve um torneio a mais do que a temporada 2014, com um torneio retirado da programação, o TransAmerican Power Products CRV Open, e dois adicionados: o Aberto de Honduras e o PGA Tour Latinoamérica Tour Championship. Rodolfo Cazaubón liderou a Ordem do Mérito para obter o cartão da Web.com Tour. Também isentos são: Kent Bulle, Rafael Campos, Alexandre Rocha e Tommy Cocha.
A temporada 2016 teve dezoito torneios oficiais, além da Copa Aruba, um torneio não oficial em que o PGA Tour Latinoamérica competiu contra o PGA Tour Canada. Os cinco jogadores que obtiveram os cartões da Web.com Tour foram: Nate Lashley, Augusto Núñez, Guillermo Pereira, Emilio Domínguez, e Samuel Del Val.

## Série de Desenvolvimento
Em 2013, o circuito organizou outros torneios da região em uma série de desenvolvimento. Os cinco finalistas de cada torneio se classificaram para a Dev Series Final, e os quinze finalistas na Final ganharam prestígio no PGA Tour Latinoamérica do ano seguinte. Os torneios da série Dev incluem o Abierto del Sur, Abierto Norpatagónico, Abierto del Litoral e Abierto de Venezuela.

## Copa Aruba
A Copa Aruba é um torneio por equipes realizado de 15 a 17 de dezembro de 2016 no Tierra del Sol Resort e no Country Club. Uma equipe do PGA Tour Latinoamérica disputa contra a equipe do PGA Tour Canada, com dez jogadores de cada equipe. O PGA Tour Latinoamérica venceu o torneio inaugural, 13 a 7.

## Vencedores da Ordem de Mérito
| Ano  | Vencedor                | País           | Salários (US$) |
| ---- | ----------------------- | -------------- | -------------- |
| 2018 | Harry Higgs             | Estados Unidos | 101,336        |
| 2017 | José de Jesús Rodríguez | México         | 119,001        |
| 2016 | Nate Lashley            | Estados Unidos | 140,897        |
| 2015 | Rodolfo Cazaubón        | México         | 129,203        |
| 2014 | Julián Etulain          | Argentina      | 92,394         |
| 2013 | Ryan Blaum              | Estados Unidos | 99,135         |
| 2012 | Ariel Cañete            | Argentina      | 91,396         |